# Božidar Janković
Božidar Janković (v srbské cyrilici: Божидар Јанковић; 7. prosince 1849 – 7. července 1920) byl srbský generál, velitel srbské třetí armády během první balkánské války mezi Balkánským svazem a Osmanskou říší. V roce 1901 sloužil jako ministr armády a námořnictva na ministerstvu obrany.

## Život
Vystudoval Vojenskou akademii Generálního štábu. V roce 1902 se stal státním tajemníkem pro vojenské záležitosti Srbska. Jako předseda národní obrany se účastnil četnických bojů za Makedonii.
V první světové válce byl do června 1915 náčelníkem štábu černohorského vrchního velení a delegátem srbského vrchního velení na černohorském vrchním velení.
Janković zemřel 7. července 1920 ve městě Herceg Novi. Město Elez Han v Kosovu po něm dostalo jméno „Đeneral Janković“. Jeho syn Milojko B. Janković (1884 – 1973) byl armádním generálem armády Království Jugoslávie.
Byl vyznamenán Královským řádem bílé orlice a řadou dalších vyznamenání.